# Mogens Pedersøn
Mogens Pedersøn (Mogens Pedersen, Magno Pedreo) (* um 1585 in Kopenhagen; † 1623 ebenda) war ein dänischer Komponist. 

## Leben und Wirken
Mogens Pedersøn war Schüler von Melchior Borchgrevinck, dem späteren königlichen Kapellmeister, mit dem und weiteren Musikern er 1599 eine Studienreise nach Venedig zu Giovanni Gabrieli unternahm. 1603 wurde er Mitglied der Königlichen Kapelle. Von 1605 bis 1609 setzte er seine Studien bei Gabrieli in Venedig fort. Danach wirkte er weiter als Mitglied der Königlichen Kapelle in Kopenhagen. 1611 unternahm er mit Jacob Ørn und Hans Brachrogge eine Reise nach England. Ein Jahr nach Borchgrevincks Ernennung zum Kapellmeister wurde Pedersøn 1619 königlicher Vizekapellmeister.
Während seines zweiten Venedigaufenthaltes erschien die Sammlung Madrigali a cinque voci. Libro Primo ... di Magno Petreo Dano, Musico. An einer zweiten Madrigalsammlung arbeitete Perdersøn offenbar während seiner Englandreise. Als sein Hauptwerk erschien 1620 in Kopenhagen das Pratum Spirituale, das neben 21 fünfstimmigen Hymnen und einer Messe drei Motetten sowie eine Anzahl von Responsorien enthält.

## Quelle
- Classics online - Mogens Pederson